# Первомайское (Каякентский район)
Первома́йское — село в Каякентском районе Республики Дагестан.
Образует сельское поселение село Первомайское, как единственный населённый пункт в его составе.

## География
Село расположено на левом берегу реки Инчхеозень, в 7 км к юго-западу от города Избербаш и в 16 км к северо-западу от районного центра — Новокаякент.

## История
Переселенческий посёлок Уч-Авлак образован в 1925 г. на месте бывшего одноимённого хутора кумыкского села Утамыш. В 1928—1929 г. в него в плановом порядке было переселено 99 хозяйств из Даргинского округа. В 1930 г. в посёлок самовольно вселилось 10 русских семей из Майкопского округа. В 1957 г. в посёлок переселяют жителей из Шурагатского района восстановленной ЧИАССР, в связи с возвращением туда чеченского населения, и он получает новое название село Первомайское (большинство переселенцев было из села Первомайск).

## Население
| 1939  | 1959  | 1970  | 1989  | 2002  | 2010  | 2012  |
| ----- | ----- | ----- | ----- | ----- | ----- | ----- |
| 133   | ↗2711 | ↗3302 | ↗4574 | ↗8475 | ↗8930 | ↗9088 |
| 2013  | 2014  | 2015  | 2016  | 2017  | 2018  | 2019  |
| ↗9132 | ↗9172 | ↗9216 | ↗9246 | ↗9398 | ↗9457 | ↗9510 |
| 2020  | 2021  | 2023  | 2024  | 2025  |       |       |
| ↗9546 | ↘7418 | ↗7517 | ↗7638 | ↗7813 |       |       |

Национальный состав
По результатам Всероссийской переписи населения 2010 года:
| № | Национальность | Численность, чел. | Доля    |
| - | -------------- | ----------------- | ------- |
| 1 | даргинцы       | 8 810             | 98,66 % |
| 2 | другие         | 120               | 1,34 %  |

## Хозяйство
В селе расположено крупное виноградарческое хозяйство «Каспий».